# Roming
Roming este un film ceh din anul 2007, regizat de Jirí Vejdelek. 

## Rezumat
Somáli (Jean Constantin) era cel mai mic rege al țiganilor, avea cel mai mic regat din câte exista. Cunoștea pe cine trebuie, avea o nevastă generoasă și avea grijă ca de ochii din cap de moștenirea lui regească: păsărica ce veghea focul țiganilor. Atunci s-a întâmplat ca singura comoară din regat să-și ia zborul.
El muncea pe ascuns spre deosebire de ceilalți membri ai etniei țigănești. Aflându-se acest lucru și crezându-se că din această cauză a fugit păsărica ce veghea focul țiganilor, Somáli a fost alungat de acasă de către familia sa.

## Distribuție
- Jean Constantin - Somáli
- Marián Labuda - Roman
- Bolek Polívka - Stano Zaječí
- Vítezslav Holub - Jura
- Corina Moise - Bebetka
- Oldrich Vlach - preotul
- Jean Surmaj senior - Mihajli
- Florentina Emanoil - Somáliová
- Vladimír Javorský - poștașul, diavolul, Dumnezeu

1. 1 2 3 4  Česko-Slovenská filmová databáze
2. ↑  Česko-Slovenská filmová databáze, accesat în 19 ianuarie 2020